# نهاية عصر سلالة تشين
كان نهاية عصر أسرة تشين حروب أهلية صينية أنهت أسرة تشين وتأسيس أسرة هان
سقوط أسرة تشين

```
راية 
إمبراطورية تشين
```

## البداية
عقب سقوط سلطة أسرة تشو فعليا وتقلصها لتصبح مجرد صورة في البلاط إنقسمت البلاد في عام 451 ق.م لعدة دول كانت تابعة إسميا لسلطة أسرة تشو وفي سنة 251 ق.م بدأت قوة ولاية تشين بالظهور وأخذت تغزو الممالك المجاورة عقب تسلم الملك تشين تشي هوانج السلطة من والده فاستطاع أن يهزم ولاية يان ثم واي ثم زاو وتمكن من طرد أخر حكام أسرة تشو الأسمية من عاصمتهم لويانغ واستطاع توحيد البلاد وجعل من شيان يانغ شيان حاليا عاصمة له 

## تغيير لقب الحاكم
بعد أن توحدت البلاد شعر تشين تشي هوانج أن لقب الملك لم يعد صالحا خصوصا بعد أن توحدت البلاد بعد انقسام استمر أكثر من 600 سنة فقرر أن يلقب نفسه بالإمبراطور ومعناها حاكم الحكام ملك الملوك وجعل من ختم أسرة تشو ختما له وكتب عليه أمر السماء وأمر جميع الناس بمناداته بلقب الإمبراطور Huangdi بالصينية المبسطة

ختم أسرة تشين

## وفاته
تعرض الإمبراطور تشين لثلاث محاولات لاغتياله لكنها فشلت مما أصابه أخير بجنون العظمة وهاجس الخلود لذلك قرر القيام برحلة في أقصى شرق مملكته عندما سمع أن السحرة الطاويين يحتفظون بإكسير للحياة ولكنه توفي أثناء رحلته في عام 210 فأخفى رئيس الخصيان زهاو غاو ورئيس الوزراء لي سي خبر وفاته لدى عودتهما للعاصمة وكان الهدف من هذا منع الابن فوسو من خلافة أبيه وبالتالي منع الجنرال تيان الذي كان مفضلا عند فوسو من السيطرة فقام لي سي بتزوير أمر إمبراطوري يأمر فيه فوسو وتيان بالانتحار فنجح مخططهما وبعد ذلك تم انتخاب الابن هوهاي كإمبراطور على البلاد وتلقب بالإمبراطور تشين إير تشي 
كان إير غير قادر على السيطرة واستمر في إعدام الجنرالات والمسؤولين وزاد في نسبة الضريبة حتى إن لي سي قتل بمؤامرة من خصيان القصر فبدأت البلاد سريعا بالانزلاق نحو الهاوية وبدأ العد النهائي لإسرة تشين عندما شن شيانغ يو سليل أسرة تشو ثورة ضخمة إستقلت على إثرها معظم ولايات البلاد وأعلن عن إعادة إحياء بلاط تشو في لويانغ وتقلصت سلطة الأسرة لولاية غوانزونغ

## إحياء ولاية تشو
بعد أن اجبر الإمبراطور تشين تشي هوانج أخر ملوك تشو (755م) على التنازل له إنتهت رسميا ولاية تشو ولكن بعد وفاته وتقلد إبنه عرش البلاد أعاد زعيم التمرد شيانغ يو وليو بانغ وباقي الحكام إحياء بلاط تشو وإعترفوا بالملك هواي ملكا رسميا بدلا من تشين أثار هذا غضب جيش تشين وخصوصا مع سقوط معظم الأراضي في يد التمرد فأمر الإمبراطور إر بتوجيه حملة ضد الثوار نجحت في صدهم عن الشمال وبعد وفاة الإمبراطور إر تولى ابن أخيه العرش وكان يدعى زي ينغ ولكنه لم يكن إلا دمية في يد تشانغ هان

## معركة جولو
قبل وفاة الإمبراطور إر قام بإرسال خمسة جيوش كبيرة لغزو يان زاو واي ونجح الجيش في احتلال يان وواي أما زاو فقد إستنجدت بالملك هواي الذي أمر شيانغ يو وسونغ يي بقيادة 70000 جندي لدعم هاندان عاصمة زاو لكن الجنرال تشانغ هان استطاع اكتساح معظم القرى ولم يرسل أي حاكم مساعدة لشيانغ يو بل إكتفوا بالتجمع في معسكر يطل على الحرب وعندما رأو قوات تشو تنتصر إنضموا له وبلغ عدد قواته 400.000 جندي بالإضافة لمئتين ألف جندي إستسلموا له عقب هذه المعركة أصدر الملك هواي في يوم عيد البوابات وعدا نص على أن أول من يدخل ولاية غوانزونغ قلب تشين ومكان تواجد العاصمة شيان سيصبح ملكا عليها

## إنحدار قوة تشين
بعد هزيمة جيش تشين في معركة جولو دمر القسم الأكبر من الجيوش الإمبراطورية وبدأت عصر الإسرة في الزوال خصوصا مع التهديد المباشر للعاصمة شيان بعد انسحاب الجيش وإستسلام تشانغ هان بسبب امتناع الإمبراطور عن إرسال الدعم له وخصوصا بعد وفاة الإمبراطور إر

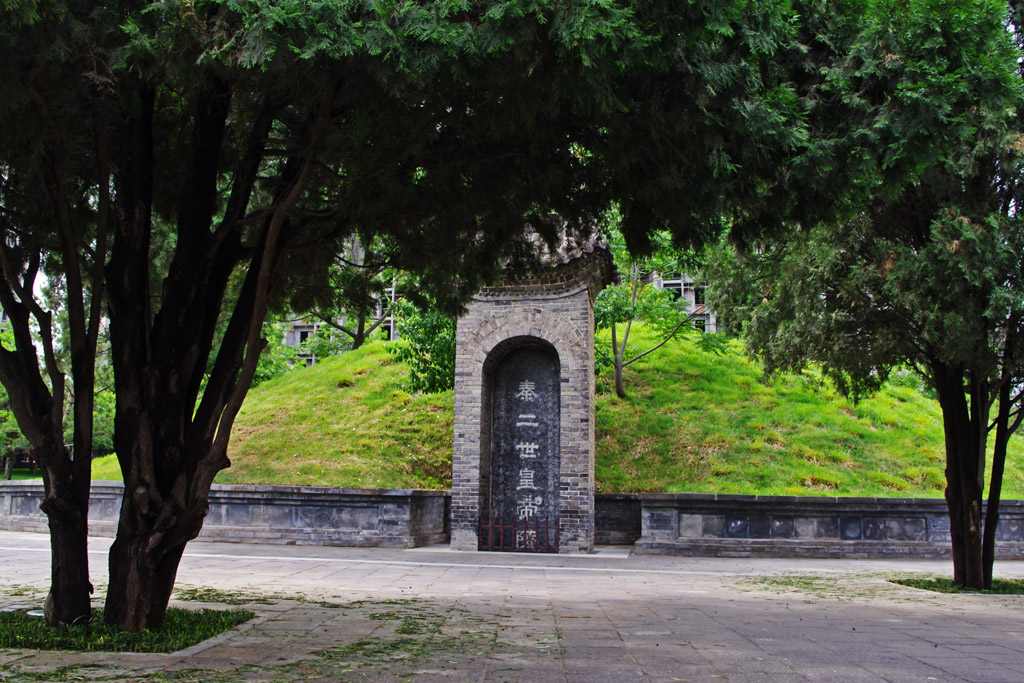
قبر هوهاي

قبر الإمبراطور إر

## دخول العاصمة
إستغل ليو بانغ معركة جاولو بين شيانغ يو وجيش تشين فجهز جيشا قوامه 40000 جندي لاحتلال العاصمة شيان 
فزحف ليوبانغ وتمكن من محاصرتها سنة 207 من دون أن يدخل إليها بل إكتفى بإقامة معسكر حولها كما قام بإغلاق قصر إيبانغ وحجز على الإمبراطور زي ينغ وجميع أفراد الأسرة وعندما علم شيانغ يو بهذا غضب وأمر بتجهيز 200.000 جندي للذهاب إلى هناك غير أن ليو بانغ استطاع إقناعه بإنه كان ينتظره ليدخل هو إلى العاصمة ويصبح ملك غوان زونغ وأمر ليوبانغ جنوده بالانسحاب إلى هان زونغ

## إعدام الإمبراطور
بعد انسحاب ليو بانغ بعد أن ألغى قوانين تشين وغير اسم العاصمة إلى تشأنغان دخل شيانغ يو العاصمة وأمر بتدميرها كما تم تدمير قصر إيبانغ بالنيران وتم إعدام الإمبراطور زي ينغ وجميع أفراد عائلة تشين تشي هوانغ وتم أخذ الختم الإمبراطوري كان الإمبراطور الأول قد أخذه من أخر حكام تشو
وتم إرجاعه للملك هواي وبعد أن دمر شيانغ يو المدينة عاد ليستولي على عرش تشو

## تقسيم إمبراطورية تشين الساقطة
بعد سقوط العاصمة شكل هذا الحدث نهاية لتشين لتبدأ فترة حرب تشو وهان ولكن استطاع شيانغ يو إستصدار أمر من الملك هواي ينص على تقسيم الإمبراطورية لثمانية عشر مملكة تابعة إسميا لتشو وألغى لقب الإمبراطور وحظي ليو بانغ بلقب ملك هان وتم إعطاء سيتشوان وخان زونغ فقط بينما إحتفظ شيانغ يو بالأرض الأكتر وفرة

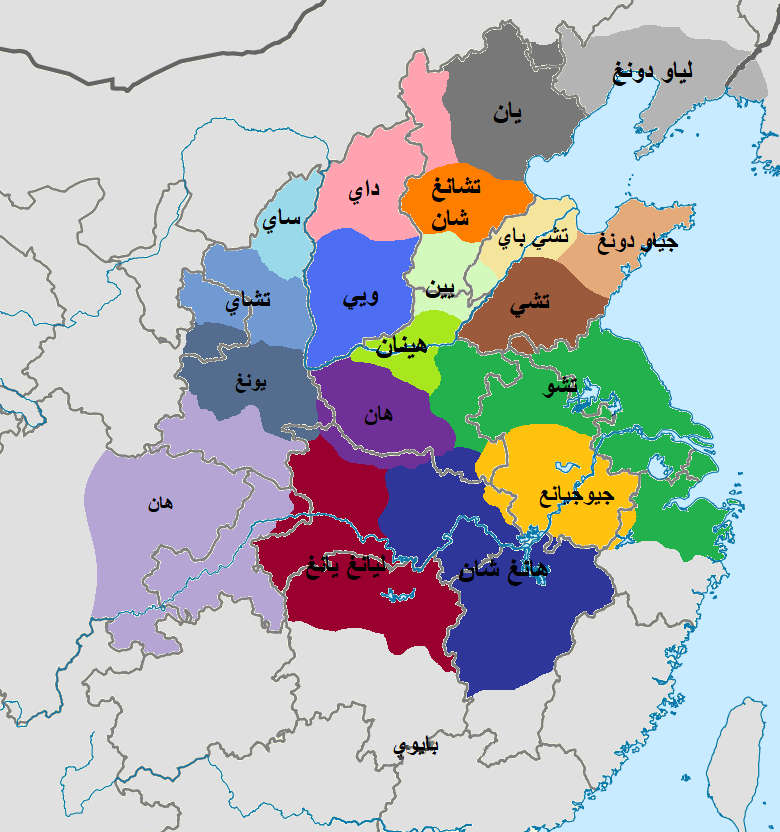
الممالك الثمانية عشر

بعد هذا الحادث اجبر شيانغ يو ابن عمه الملك هواي على التنازل عن العرش وتوج نفسه كإمبراطور على البلاد عرف بالإمبراطور يي تشريفا له عن لقب ملك
أثار هذا غضب ليو بانغ وأقام ليو بانغ جنازة كبيرة للملك هواي استمرت 4 أيام لكنه أجبر في النهاية بقبول الأمر ودخلت البلاد في هذه الفترة مرحلة جديدة عرفت بالحرب بين تشو وهان

## الحرب بين تشو وهان

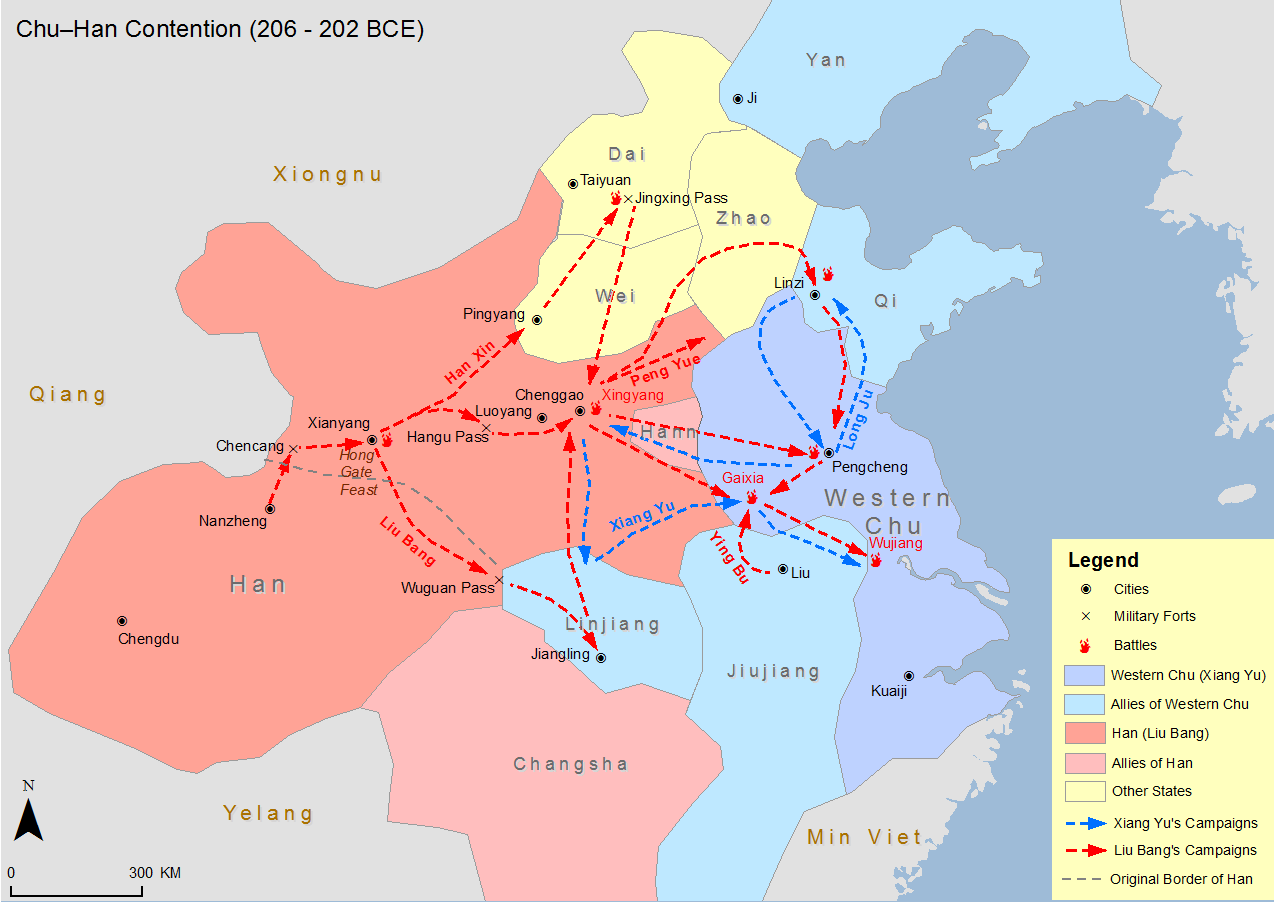
الحرب

بعد أن سقطت أسرة تشين دخلت البلاد أخر فصل من فصول سقوط أسرة تشين وهو الحرب بين تشو بقيادة الإمبراطور الجديد شيانغ يو وهان بقيادة الملك ليوبانغ واستطاع ليو بانغ بعد سلسلة من الحروب أخرها معركة كاي شيا من هزيمة شيانغ يو وإعلان تاسيس سلالة هان الجديدة

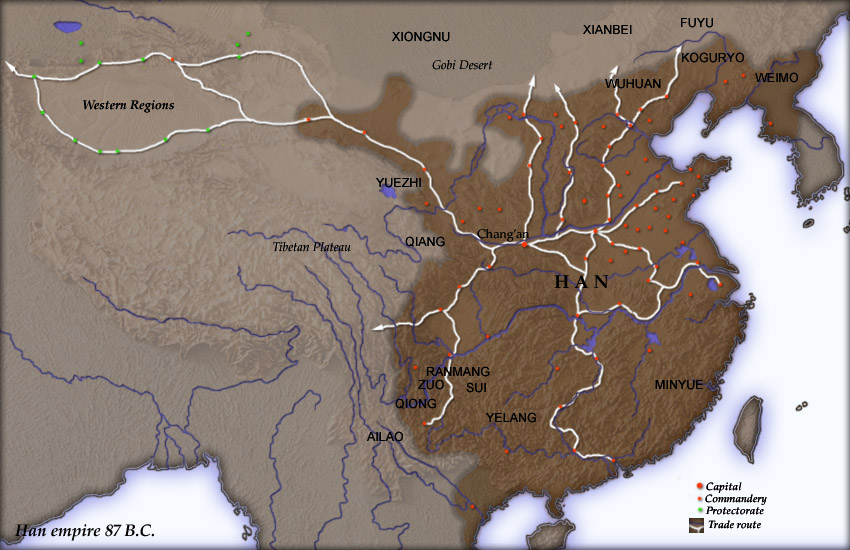
خريطة هان

## أسباب سقوط أسرة تشين
لعل من أبرز أسباب سقوط أسرة تشين هو فرضها لضرائب باهظة على الشعب ونظام التجنيد الإجباري والاستخدام المفرط لثروة البلاد وإستخدمها في رفاهية أباطرة تشين دون القيام بأي إصلاحات تذكر وقيام أباطرة تشين بقتل الناس الأبرياء والجنرالات الأكفاء ساعدت هذه العوامل مجتمعة الولايات التي لازالت تستهويها فكرة الانفصال والولاء الباقي لأسرة تشو السابقة في تمردها وإعلان كل حاكم نفسه ملكا تابعا لتشو بقيادة الملك هواي